# Kleine streepkeelheremietkolibrie
De kleine streepkeelheremietkolibrie (Phaethornis striigularis) is een vogel uit de familie Trochilidae (kolibries).

## Verspreiding en leefgebied
Deze soort komt voor van zuidelijk Mexico tot Venezuela en westelijk Ecuador en telt vier ondersoorten:
- P. s. saturatus: van zuidelijk Mexico tot noordwestelijk Colombia.
- P. s. subrufescens: westelijk Colombia en westelijk Ecuador.
- P. s. striigularis: noordelijk Colombia en westelijk Venezuela.
- P. s. ignobilis: noordelijk Venezuela.

## Status
De grootte van de populatie is in 2019 geschat op 50-500 duizend volwassen vogels. Op de Rode lijst van de IUCN heeft deze soort de status niet bedreigd.  